# Aliartos
Aliartos (Grieks: Αλιάρτος) is sedert 2011 een fusiegemeente (dimos) in de Griekse bestuurlijke regio (periferia) Centraal-Griekenland.
De twee deelgemeenten (dimotiki enotita) van de fusiegemeente zijn:
- Aliartos (Αλιάρτος)
- Thespies (Θεσπιές)